# Eudo I de Troyes
Eudo I de Troyes ou Odão (em francês:  Eudes I de Troyes;  ? - 10 de junho de 871) foi Conde de Troyes de 852 até 859, conde de Blois e conde de Châteaudun.

## Biografia
A sua ascendência não é totalmente conhecida, sendo no entanto, e dado as origens onomástica do nome familiar dado como próximo de Eudo I de Orleães.
Estudos mais recentes fazem dele um filho de Roberto III de Oberrheingau e Wormsgau (Saxónia, 781 ou 790 - 834), Conde de Oberrheingau e Wormsgau, e de Viltruda, irmã de Odão de Orléans. Segundo estes seria irmão de Roberto, o Forte.
Foi um seguidor das políticas de Carlos II de França "o Calvo". Apesar de bem dotado de propriedades na Austrásia, como seu irmão Roberto, ele abandonou esses territórios após o Tratado de Verdun de 843, a fim de se juntar Carlos, o Calvo.
Em 846, foi-lhe concedido novas terras na região de Châteaudun e feito Conde de Anjou, tendo por essa altura casado com Vandílmoda de Troyes.

## Relações familiares
Terá sido filho Roberto III de Oberrheingau e Wormsgau (Saxónia, 781 ou 790 - 834), Conde de Oberrheingau e Wormsgau, e da sua 2.ª esposa, Viltruda de Orleães (795 - 834), sendo esta filha de Erardo de Hornbach.
Foi casado com Vandílmoda de Troyes, com quem teve:
1. Eudo II de Troyes, Conde de Troyes,
2. Roberto I de Troyes (? - outubro de 886), conde de Troyes,
3. Gandílmoda de Troyes que se casou por duas vezes, um dois casamentos foi com Emenão de Poitiers (c. 810 - 22 de junho de 866) e o outro com Ménier de Troyes,[3] um nobre da Alta Idade Média francesa, tendo sido por vias do casamento conde de Troyes.[3]